# Nicolae Romulus Dărămuș

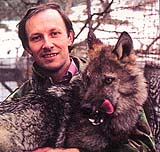
Nicolae Dărămuș cu un lup îmblânzit

Nicolae Romulus Dărămuș (21 mai 1954, Cluj) este un scriitor român contemporan.

## Biografie
Medic, muzician, scenarist, autor al unor cărți publicate în România, Luxemburg și Franța, fotograf cu multe expoziții personale, desenator, om de televiziune și de presă, este promotor al eco-artei, al artei cu mesaj pro-natură. Este unul dintre mentorii activi și incomozi ai ecologismului din România și, din 1999, reprezentant al Consiliului Europei IWFEA pentru Munții Carpați. A fondat în 1994 SENTRA (Societatea Nordică de Ecologie TUA RES AGITUR), axată pe educația pro-natură prin mijloacele artelor, precum și pe activități de teren (monitorizarea agresării patrimoniului faunistic și al habitatului forestier). Este fondator al reviste de ecologie "Carpații azi" (1996). Scenarist și realizator de film de televiziune (Ochii triști ai naturii, TVR, 1997, Ecologia, o inevitabilă disciplină, 1996-1997).

## Opere publicate
- Volumul de debut Tăul negru (Editura Sponte, SUA, 1993) conține povestiri pro-natura.
- Volumul L'Ours de Baisesco (Editions EDIS, Luxemburg, 1999) a fost distins cu "Prix Europe A" pentru literatură ecologică francofonă.
- Ursul, distinsa fiară (Editura Allfa, 2003), a cîștigat premiul pentru carte de autor la ediția I, 2001-2002, a concursului "Micul Prinț", organizat de Editurile All împreună cu Ministerul Culturii, Universitatea de Arte și Uniunea Scriitorilor din România. Cartea premiată este o narațiune pentru copii de la 7 la 77 ani, ca o amintire de demult a copilăriei Naturii, o pledoarie tandră și pasională pentru întoarcerea la normalitate, la legile firești ale vieții. Înfruntarea dintre "Fiară" (sălbăticiune) și "Arătare" (om) se încheie prin uciderea Fiarei. Autorul speră că se va naște o generație care va reinstitui conviețuirea morală, responsabilă, a omului cu tot ceea ce este viu pe planetă.
- Dregătoria cârtițelor (Editura Eco-Logic, 2005) reunește în 540 de pagini articole publicate în "Academia Cațavencu" și "Cotidianul" precum și texte de mai mare amploare dedicate unor teme ca "Omul, marele bolnav", ecologia, televiziunea ca instrument de imbecilizare etc. Cartea a primit în 2006 premiul de excelență pentru protejarea patrimoniului natural.
- Inocenții marii terori (Editura Alexandria Publishing House, 2013), volum “însumând articole, eseuri și povestiri publicate în presa acestor ani, cartea devine, ca tot unitar, o pledoarie patetică pe lîngă decidenții politici pentru salvarea habitatelor naturale și, în ultimă instanță, a șanselor noastre de viață în viitor” (Adevărul, 11.03.2014)
- Distinsa fiară. O povestire pentru copii de la 7 la 77 de ani și peste (Editura Alexandria Publishing House, 2024).